# 卡利多尼亞 (巴拿馬區)

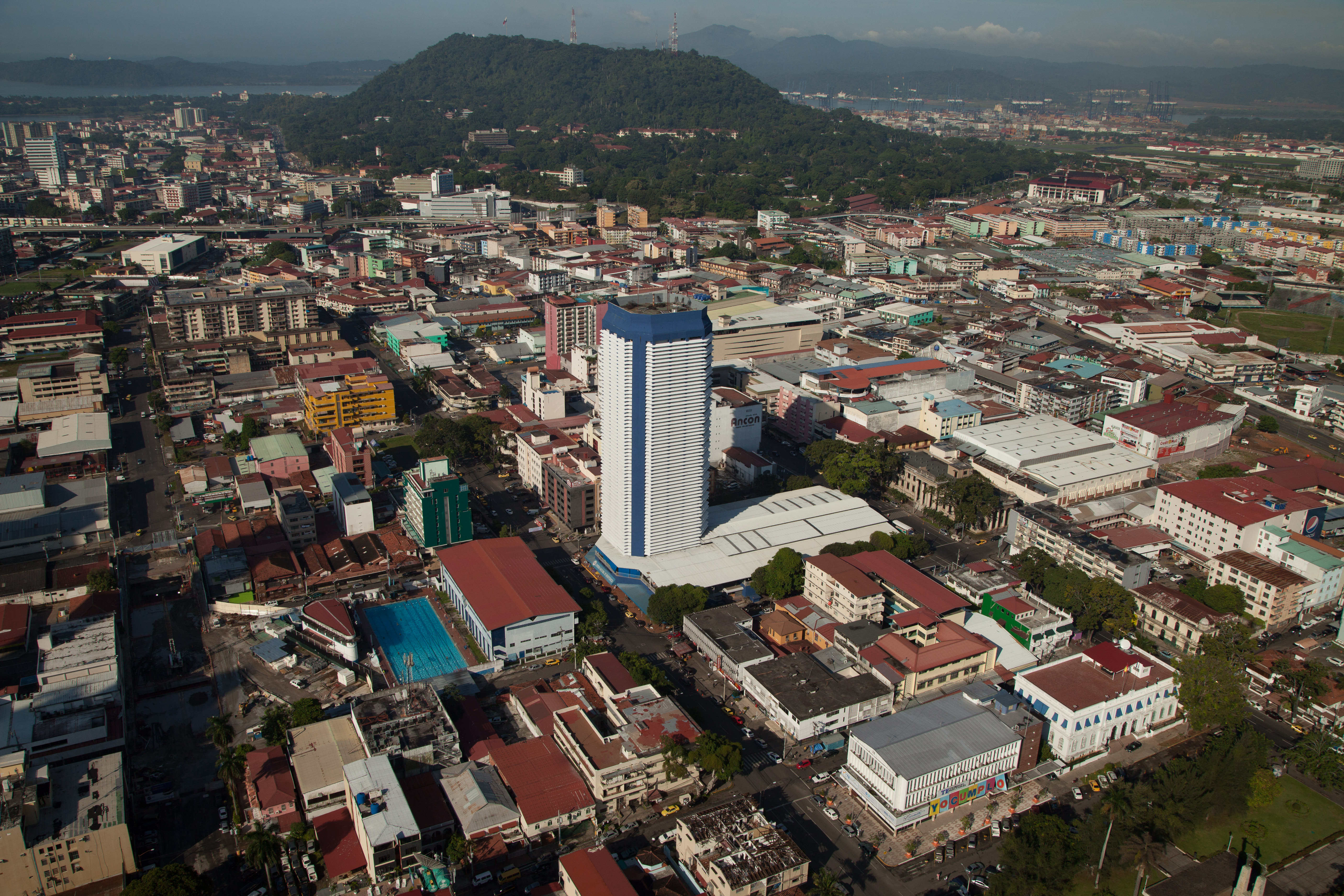
卡利多尼亞

卡利多尼亞（西班牙語：Calidonia），是巴拿馬的城鎮，位於該國中東部，由巴拿馬省的巴拿馬區負責管轄，面積1.6平方公里，2010年人口19,108，人口密度每平方公里11,942.5人。